# Edward Dent

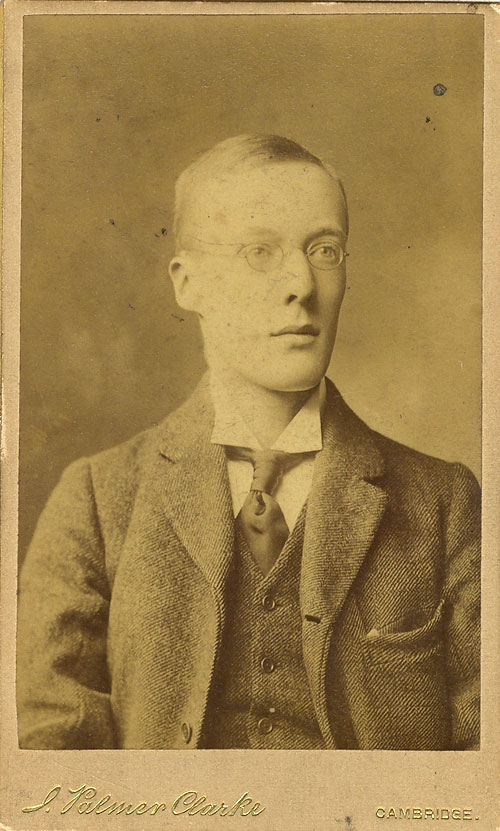
Edward Dent (1900)

Edward Joseph Dent (* 16. Juli 1876 in Ribston Hall, Wetherby, Yorkshire; † 22. August 1957 in London) war ein englischer Musikwissenschaftler und -kritiker.

## Leben
Edward Dent wurde 1876 als Sohn des Juristen und liberalen Politikers John Dent geboren. Sein Vater war ein ehemaliger Abgeordneter des House of Commons. Edward Dent besuchte das Eton College (Unterricht u. a. bei Charles Harford Lloyd), ab 1895 das King’s College in Cambridge (MusB 1899), wo er bei Charles Wood und Charles Villiers Stanford studierte.
1902 wurde er Fellow am King’s College und lehrte ebendort Musikgeschichte sowie Harmonielehre, Kontrapunkt und Komposition. 1905 veröffentlichte er eine Monographie über Alessandro Scarlatti. Von 1918 bis 1926 lebte er als Musikkritiker in London, danach wirkte er in der Nachfolge von Charles Wood als Musikprofessor in Cambridge.
Nach dem Ersten Weltkrieg setzte sich Dent für die internationale Verbindung der Musiker der ehemaligen Kriegsgegner ein. Er war der erste Präsident der 1922 gegründeten International Society for Contemporary Music ISCM, die er bis 1938 und dann erneut zwischen 1945 und 1947 leitete. In dieser Eigenschaft soll Dent Ernst Krenek zufolge Aufführungen von allem, „was mit Schönberg oder der Zwölftonmusik zusammenhing“, zu hintertreiben versucht haben, da er diese Richtung gehasst habe. Von 1928 bis 1935 war er Vorsitzender der Royal Music Association und von 1931 bis 1949 der Präsident der International Musicological Society.
Neben seiner Arbeit als Musikkritiker, Musikwissenschaftler und -pädagoge erwarb sich Dent Verdienste um die Förderung der Oper in Großbritannien, indem er zahlreiche Libretti bedeutender Opern ins Englische übersetzte. Die Oper stand auch im Mittelpunkt seines wissenschaftlichen Interesses, wobei er sich insbesondere mit der Geschichte der Oper in England sowie dem Opernschaffen Wolfgang Amadeus Mozarts und Ferruccio Busonis befasste.

## Auszeichnungen
- Ehrendoktorwürden der Musik an den Universitäten von Oxford (1932), Harvard (1936) und Cambridge (1937)
- Ehrenmitglied der International Society for Contemporary Music ISCM (1948)[2]
- Ehrenpräsident der International Musicological Society (1949)
- UK Fellow der British Academy (1953)
- Ehrenmitglied der Georg-Friedrich-Händel-Gesellschaft (1955)

## Schriften
- Alessandro Scarlatti. 1905.
- Leonardo Leo. 1905–1906.
- Ensembles and Finales in Eighteenth-century Italian Opera. 1909–1910.
- Italian Chamber Cantatas. 1910–1911.
- Italian Opera in the Eighteenth Century, and its Influence on the Music of the Classical Period. 1912–1913.
- Mozart's Operas. A Critical Study. 1913.
- The Laudi Spirituali in the Sixteenth and Seventeenth Centuries. 1916–1917.
- Music in University Education. 1917.
- Hans Pfitzner. 1923.
- Terpander. 1926.
- Foundations of English Opera. A Study of Musical Drama in England during the Seventeenth Century. 1928.
- The Romantic Spirit in Music. 1932–1933.
- Ferruccio Busoni, Oxford 1933 (Reprint 1966).
- Italian Opera in London. 1944–1945.
- A Theatre for Everybody. The Story of the Old Vic and Sadler's Wells. 1945.
- Gioacchino Antonin Rossini, The Heritage of Music. 1951.
- The Sixteenth-century Madrigal. 1968.